# Leki przeciwrobacze
Leki przeciwrobacze, antyhelmintyki – grupa leków przeciwpasożytniczych, stosowanych w chorobach wywołanych przez robaki, skierowana głównie przeciwko tasiemcom, obleńcom i przywrom, pasożytującym w przewodzie pokarmowym gospodarza. Leki tej grupy działają poprzez zakłócanie fizjologicznych procesów robaków.
Wyróżnia się dwie grupy leków przeciwrobaczych: leki porażające system nerwowo-mięśniowy oraz leki zakłócające przemianę materii.

## Leki porażające system nerwowo-mięśniowy
Działanie polega na hamowaniu skurczu mięśni pasożyta. Sparaliżowane osobniki mogą być łatwo wydalone z organizmu człowieka.
Przykłady leków: lewamizol, pyrantel, prazykwantel.

## Leki zakłócające przemianę materii
Leki z tej grupy blokują działanie niektórych enzymów (fosfofruktokinazy, fumaryloreduktazy) potrzebnych do przeprowadzania efektywnego metabolizmu węglowodanów. Powoduje to zaburzenia w procesach oddychania komórkowego i prowadzi do niedostatecznej podaży energii, co może zakłócać różne funkcje życiowe pasożytów i prowadzić do ich śmierci.
Przykłady leków: niklozamid, albendazol, pirwinium.